# René Wolnin
René Wolnin est un footballeur français né le 18 juin 1941 au Moule. Il évolue au poste de milieu de terrain.
René Wolnin a commencé sa carrière à Bordeaux puis l'a terminée à Montpellier.